# Erebia abbreviata
Erebia abbreviata är en fjärilsart som beskrevs av Hirschke 1910. Erebia abbreviata ingår i släktet Erebia och familjen praktfjärilar. Inga underarter finns listade i Catalogue of Life.